# After Laughter
After Laughter è il quinto album in studio del gruppo musicale statunitense Paramore, pubblicato il 12 maggio 2017 dalla Fueled by Ramen.
Come l'eponimo album del gruppo pubblicato quattro anni prima, anche After Laughter vede la partecipazione in veste di produttore di Justin Meldal-Johnsen, come anche il ritorno alla batteria di Zac Farro. È inoltre il primo album da All We Know Is Falling (2005) senza il bassista Jeremy Davis, cofondatore del gruppo insieme alla cantante Hayley Williams e ai fratelli Zac e Josh Farro, quest'ultimo assente dalla formazione dei Paramore dal 2010.
È stato anticipato dai singoli Hard Times e Told You So, usciti rispettivamente il 19 aprile e il 3 maggio 2017.

## Antefatti e registrazione

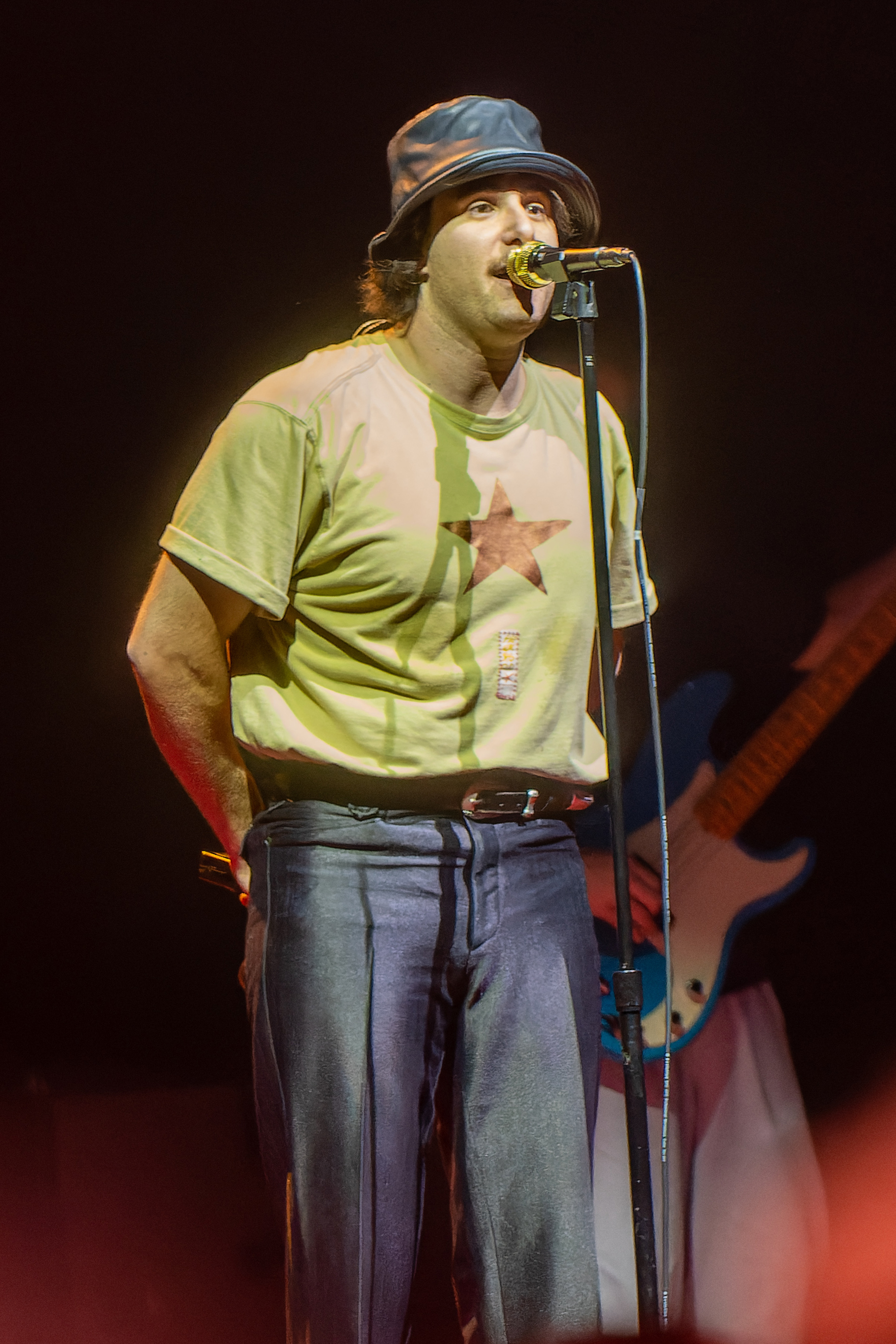
Il batterista Zac Farro torna a lavorare con i Paramore dopo sei anni dalla sua uscita dalla formazione, avvenuta nel 2010.

Sull'onda del successo internazionale dell'album Paramore, coronato nel 2015 dalla consegna del primo Grammy Award della loro carriera per il singolo Ain't It Fun, i Paramore (formati dal trio Williams-York-Davis) si imbarcano in un lungo tour mondiale per oltre due anni consecutivi. Al termine di esso, nel dicembre 2015, il bassista e cofondatore della band Jeremy Davis decide di abbandonare il trio. Nonostante i due membri rimanenti mettano subito in chiaro di non voler annullare nessun impegno dal vivo, la frontwoman Hayley Williams entra in una crisi creativa e comincia a ponderare la possibilità di sciogliere definitivamente il gruppo:
(Hayley Williams al New York Times, aprile 2017)

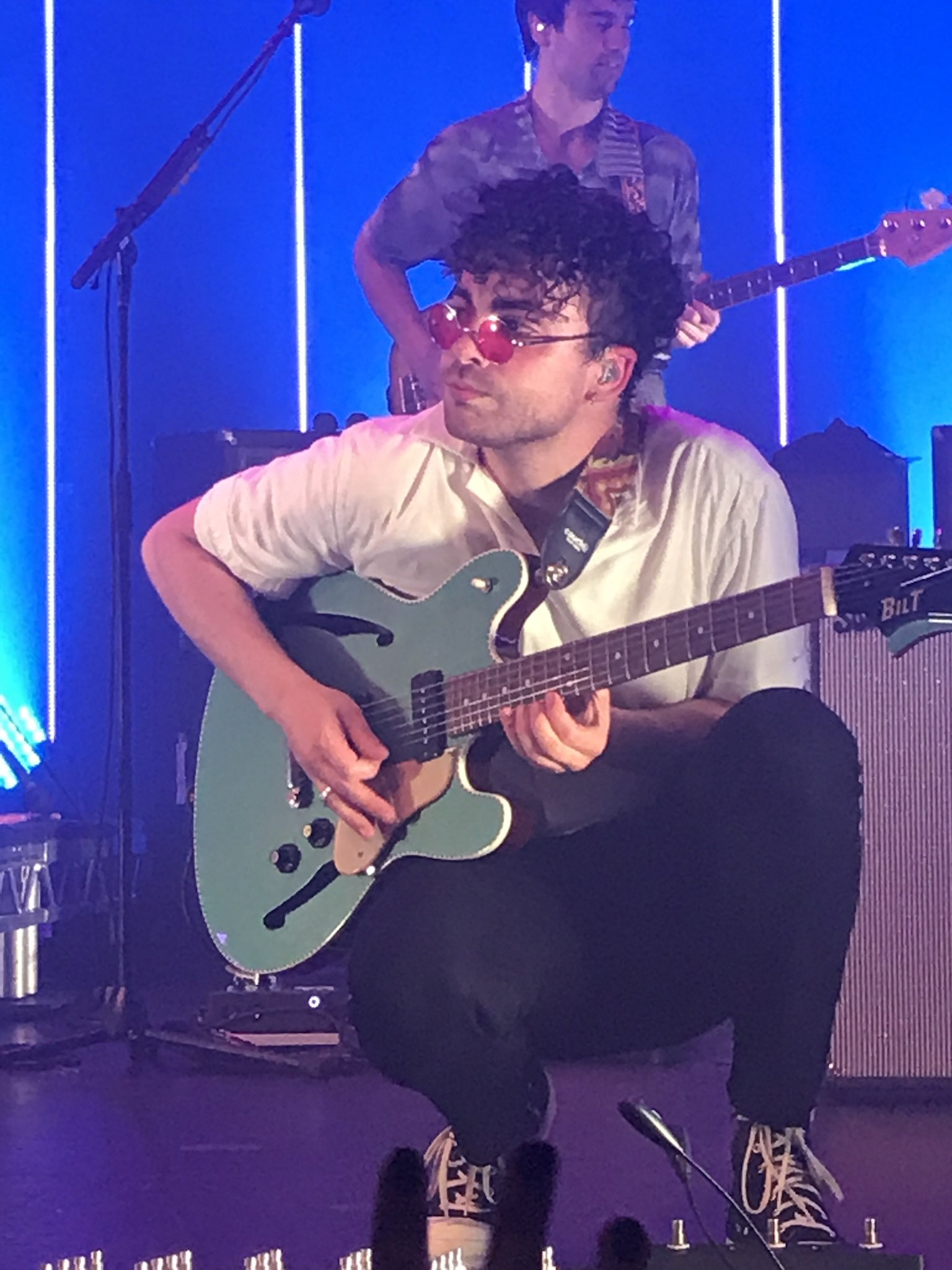
Taylor York è autore e, per la prima volta, anche coproduttore di tutti i brani di After Laughter.

Williams e York si esibiscono comunque dal 5 al 9 marzo 2016 per la loro seconda Parahoy! nel Mar dei Caraibi, e ritornati al luogo di nascita del gruppo, Nashville, si mettono al lavoro per scrivere le prime demo per un nuovo album. Il produttore e musicista Justin Meldal-Johnsen, che già lavorò con il gruppo alla realizzazione di Paramore, viene ricontattato per unirsi alle registrazioni che iniziano nel giugno 2016 con un altro ospite d'onore, Zac Farro, ex batterista del gruppo che lasciò la formazione nel 2010 con il fratello Josh. Inizialmente tornato a suonare con Williams e York nella sola veste di batterista per il nuovo album, Farro commenta così la sua riconciliazione con i Paramore:
Farro ha infatti, durante il periodo di allontanamento dal gruppo, dato vita a un progetto solista chiamato HalfNoise, al quale Williams ha tra l'altro partecipato sia in studio nell'EP in uscita nel 2017 Velvet Face EP che dal vivo cantando e suonando con Taylor York fianco a fianco a Farro durante una sua esibizione nell'aprile di quell'anno. Nel febbraio 2017, infine, viene ufficializzato il suo ritorno nei Paramore. Le registrazioni del disco terminano verso la fine dell'inverno 2016, quando vengono registrate sul sito della ASCAP 12 nuove canzoni firmate dal gruppo.

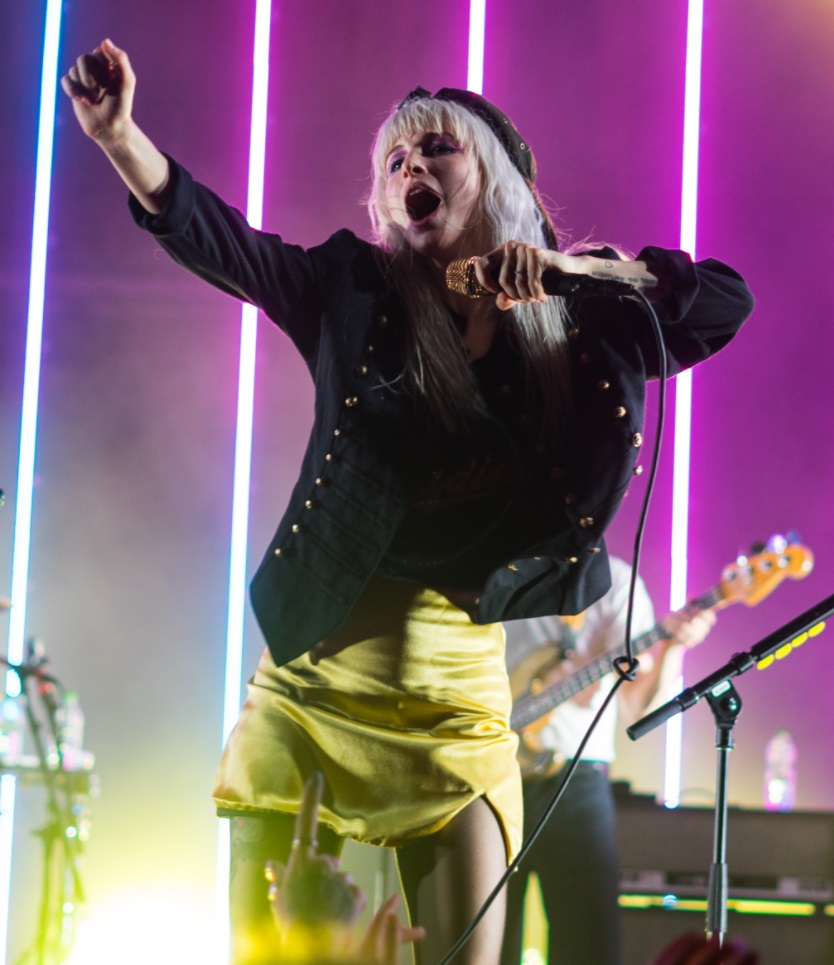
Hayley Williams è l'unico membro fondatore ad aver partecipato a ogni album dei Paramore.

## Pubblicazione
Con un continuo cambio di immagine del profilo sulla loro pagina ufficiale Facebook, i Paramore cominciano nell'aprile 2017 a promuovere il loro nuovo progetto musicale, mostrando la costruzione graduale, giorno dopo giorno, di un poiuyt, il singolare oggetto impossibile che può essere visto sia come un tridente che come due rettangoli. Il 19 aprile 2017, infine, viene pubblicato il video musicale del singolo inedito Hard Times e comunicata la data di pubblicazione ufficiale di After Laughter, che nella copertina mostra il poiuyt utilizzato per anticipare l'annuncio. Un secondo singolo, Told You So, è stato pubblicato il 3 maggio accompagnato dal relativo video musicale, mentre Fake Happy è stato da prima reso disponibile per l'acquisto online il 2 giugno e successivamente per il passaggio radio dal 29 agosto. Rose-Colored Boy è stato estratto come quarto singolo dall'album il 2 marzo 2018.
After Laughter viene inizialmente reso disponibile per l'acquisto solo nei formati compact disc e digitale, mentre la versione in vinile sarà disponibile a partire dall'estate 2017. Come tutte le precedenti produzioni dei Paramore, l'album viene pubblicato dalla sottoetichetta della Atlantic Records (appartenente a sua volta al gruppo Warner) Fueled by Ramen.

## Stile e influenze
L'album viene scritto, al contrario del suo predecessore Paramore (scritto ben due anni dopo l'uscita dei fratelli Farro dalla formazione e dopo l'EP Singles), in un periodo di forte instabilità nella formazione del gruppo, e in quanto tale ha come temi portanti «tradimenti, delusioni e rimpianti»:
(Hayley Williams al New York Times, aprile 2017)
Le sonorità di After Laughter si sviluppano invece intorno al lavoro già cominciato con Paramore, continuando ad attingere dalla new wave e dal pop rock anni ottanta e trovando come fonte di ispirazione artisti di quel periodo quali Talking Heads, Tom Tom Club, Cyndi Lauper e Blondie ma stavolta includendo il funk già sperimentato nel singolo Ain't It Fun ed elementi elettronici tipici del synth pop, anche se i testi densi di sentimenti negativi come ansia e depressione sono facilmente attribuibili a generi come emo e pop punk, generi precedentemente spesso accostati alla musica dei primi album dei Paramore. Dal punto di vista sonoro, tuttavia, il distacco da queste sonorità in After Laughter è ancora più netto.

## Accoglienza
NME, nella sua recensione di After Laughter, dichiara che «la catarsi non è mai stata tutti questi salti di gioia, ma a volte sorridere a denti stretti funziona molto meglio di piangere», e gli dà un voto totale di 4 stelle su 5. Spin, invece, lo premia come uno dei suoi "album essenziali", definendolo però meno impressionante del predecessore Paramore anche se con una propria e solida identità. Rolling Stone elogia la produzione, le influenze pop e i testi del disco, e lo vota con 4 stelle su 5. Newsday ha dichiarato invece che «quanto più i Paramore sono stati sul punto di separarsi, tanto più hanno trovato le ragioni per restare uniti», scrivendo infine che l'album «abbonda di future hit pop che nessuno sarebbe in grado di suonare meglio dei Paramore, ed è questa la ragione perfetta per cui il gruppo deve andare avanti».
Il New York Times chiama azzardata la decisione del gruppo di «realizzare un album revival degli anni ottanta quando nella cultura pop odierna è in pieno corso un revival degli anni novanta», e nonostante definisca ancora una cantante provetta la Williams, asserisca che in After Laughter abbia perso la sua grinta essenziale. Matt Collar di AllMusic (anch'esso recensore dell'album con un voto di 4 stelle su 5) definisce infine ognuno degli album dei Paramore «più o meno un trionfante urlo di battaglia di una band che ha combattuto e sopravvissuto a uno scioglimento», facendo riferimento al fatto che nessun loro lavoro in studio è stato pubblicato con la stessa formazione raccolta intorno a Hayley Williams, e che «After Laughter interseca con questa trascendenza: il realizzare che la vita è una continua serie di nuovi inizi».

## Tracce
Testi e musiche di Hayley Williams e Taylor York, eccetto dove indicato.
1. Hard Times – 3:02
2. Rose-Colored Boy – 3:32 (Williams, York, Zac Farro)
3. Told You So – 3:08
4. Forgiveness – 3:39
5. Fake Happy – 3:55
6. 26 – 3:41
7. Pool – 3:52 (Williams, York, Farro)
8. Grudges – 3:07 (Williams, York, Farro)
9. Caught in the Middle – 3:34
10. Idle Worship – 3:18
11. No Friend – 3:23 (Williams, York, Aaron Weiss)
12. Tell Me How – 4:20

## Formazione
Gruppo
- Hayley Williams – voce, tastiera, percussioni
- Taylor York – chitarra, tastiera, programmazione, percussioni, marimba, campane, cori
- Zac Farro – batteria, tastiera, percussioni, cori

Altri musicisti
- Justin Meldal-Johnsen – basso, tastiera, programmazione
- David Davidson – violino
- Benjamin Kaufman – violino
- Betsy Lamb – viola
- Claire Indie – violoncello
- Daniel James – arrangiamento strumenti ad arco
- Aaron Weiss – voce aggiuntiva in No Friend
- Zelly Boo Meldal-Johnsen – cori in Tell Me How

Produzione
- Justin Meldal-Johnsen – produzione, ingegneria del suono
- Taylor York – produzione, ingegneria del suono, missaggio
- Carlos de la Garza – ingegneria del suono, missaggio
- Mike Schuppan – ingegneria del suono, missaggio
- Kevin Boettger – assistenza all'ingegneria del suono
- Dave Cooley – mastering
- Ken Tisuthiwongse – fotografia
- Scott Cleary – direzione artistica, design
- Lindsey Byrnes – fotografia

## Classifiche
| Classifica (2017) | Posizione massima |
| ----------------- | ----------------- |
| Australia         | 3                 |
| Austria           | 10                |
| Belgio (Fiandre)  | 24                |
| Belgio (Vallonia) | 65                |
| Canada            | 9                 |
| Finlandia         | 14                |
| Francia           | 61                |
| Germania          | 18                |
| Irlanda           | 4                 |
| Italia            | 14                |
| Norvegia          | 24                |
| Nuova Zelanda     | 7                 |
| Paesi Bassi       | 17                |
| Portogallo        | 18                |
| Regno Unito       | 4                 |
| Spagna            | 15                |
| Stati Uniti       | 6                 |
| Svezia            | 19                |
| Svizzera          | 29                |